# Abbott und Costello unter Kannibalen
Abbott und Costello unter Kannibalen (Originaltitel: Pardon My Sarong) ist eine US-amerikanische Filmkomödie aus dem Jahr 1942 mit dem Komikerduo Abbott und Costello. Es war die achte Zusammenarbeit der beiden Schauspieler, die 1940 begann.

## Handlung
Die Verantwortlichen bei der Chicago Municipal Bus Company haben den Verdacht, dass jemand den von Algy Shaw and Wellington Phlug gesteuerten Überlandbus 5111 gestohlen hat. In Wahrheit befindet sich der Bus auf seiner Tour nach Los Angeles. Der Playboy Tommy Layton will mit einer Gruppe Freundinnen zum dortigen Seaside Yachting Club, um an einer Regatta teilzunehmen. Dort angekommen, werden Algy und Wellington vom Detektiv Kendall wegen Diebstahls des Busses festgenommen. Beide können dem Detektiv jedoch entkommen. Sie flüchten in ein Theater und verstecken sich in der Umkleide des Magiers Marco. Als Magier verkleidet, verbrennt Algy den Haftbefehl des Detektivs. Im Yachtclub kommt es zwischen Tommy und Joan Marshall, der Schwester seines Hauptkonkurrenten im Rennen, zu einem Missverständnis. Sie beschuldigt ihn, die Mannschaft ihres Bruders bestochen zu haben.
Zur gleichen Zeit schafft es Kendall, die beiden Busfahrer wieder festzunehmen. Jedoch biegt Wellington auf dem Weg nach Chicago falsch ab. Der Bus stoppt am Hafen von Los Angeles. Tommy erfährt, dass Joan die Mannschaft ihres Bruders wieder zurückgeholt hat. Im Gegenzug entführt er sie und heuert die beiden flüchtigen Busfahrer als Mannschaft an. Auf hoher See versucht Tommy mit Joan Frieden zu schließen, findet jedoch heraus, dass Joan den Kompass manipuliert hat und das Boot hunderte von Meilen vom Kurs abgekommen ist.
Nach zehn Tagen Irrfahrt sichten die vier Land. Die Gruppe geht an Land einer kleinen Insel, Wellington findet ein Dorf von Eingeborenen. Von den Eingeborenen wird Wellington für einen Helden gehalten, der ihnen helfen soll, einen alten Tempel in den Bergen zurückzuerobern. Außerdem soll er Luana, die Tochter des Häuptlings Kolua, heiraten, was Whaba, den Krieger, der sie liebt, verärgert. Währenddessen finden Tommy und Joan die Hütte des Schatzjägers Varnoff, der sich als Archäologe ausgibt. Varnoff und seine Männer täuschen eine Vulkanexplosion vor. Wellington soll sich nun als Held erweisen und den Tempel erobern. Tommy und Joan erkennen Varnoffs wahre Absichten, werden jedoch gefangen genommen, bevor sie die anderen warnen können. Auch Wellington wird von Varnoff gefangen genommen, als er den Tempel betreten will. Varnoff will von Wellington Koluas heiligen Rubin haben.
Wellington schafft es zu entkommen. Mit Algys Hilfe werden die meisten von Varnoffs Männern niedergeschlagen. Auch Tommy und Joan können sich ihrer Fesseln entledigen. Tommy greift Varnoff an, wird jedoch versehentlich von Joan niedergeschlagen und wieder festgesetzt. Wellington bemerkt, dass sich Varnoff mit einem kleinen Motorboot davonmachen will und Joan als Geisel genommen hat. Er nimmt die Verfolgung auf und nimmt das scharfe Ende eines Schwertfisches als Waffe. Wellington springt in das Boot und überwältigt Varnoff.
Als Wellington, Algy, Tommy und Joan Vorbereitungen für die Rückreise treffen, bekommt Wellington von Luana einen Abschiedskuss, der ihn so erhitzt, dass, als er ins Wasser springt, Dampf aufsteigt.

## Kritiken
„Veraltete Unterhaltung mit relativ guten Gesangs- und Tanznummern.“

„Handlung ist eine normale Gepflogenheit, die dieser Film zu vermeiden schafft.“

## Hintergrund
Der Film wurde am 7. August 1942 in den USA uraufgeführt. In Deutschland erschien er erstmals am 2. Februar 1951, in Österreich hingegen schon am 16. Juli 1948, u. a. unter dem Titel Mach’s exotisch, nicht erotisch.
Mit diesem Film kehrte das Komikerduo zurück zu Universal Pictures, nachdem sie freischaffend für MGM die Komödie Rio Rita gedreht hatten.
Einen Gastauftritt in einer Yachtclub-Szene hatte die Gesangsband The Ink Spots, die die Songs Do I Worry und Shout, Brother, Shout vortrugen.